# 列烏通格伊火山
列烏通格伊火山是俄羅斯的火山，位於堪察加半島北部，屬於中部山脈的一部分，海拔高度1,333米，火山底部直徑約15公里，最近一次火山噴發在約7,100年前發生。